# Alfred Miodowicz
Alfred Miodowicz (Poznań, 28 de junio de 1929-17 de septiembre de 2021) fue un político y sindicalista polaco.

## Trayectoria
Fue miembro del Partido Obrero Unificado Polaco (PZPR, por sus siglas en polaco) durante la República Popular de Polonia. Ocupó cargos en el Consejo Nacional del Estado, el Comité Central y el Buró Político del PZPR. También fue el líder de la Alianza Panpolaca de Sindicatos (OPZZ), diputado del Sejm (el parlamento polaco) y participó en los Acuerdos de la Mesa Redonda, las negociaciones entre el gobierno y el sindicato opositor Solidaridad, en 1989.
El 30 de noviembre de 1988 tuvo un debate televisivo con Lech Wałęsa, líder de Solidaridad, en el estudio de Telewizja Polska, donde Miodowicz perdió ante Wałęsa. Este último apoyaba el pluralismo sindical mientras Miodowicz se oponía a eso.